# Trimalaconothrus pallidus
Trimalaconothrus pallidus är en kvalsterart som beskrevs av Wallwork 1977. Trimalaconothrus pallidus ingår i släktet Trimalaconothrus och familjen Malaconothridae. Inga underarter finns listade i Catalogue of Life.